# Hans Freyer
Hans Freyer (ur. 31 lipca 1887 w Lipsku, zm. 18 stycznia 1969 w Ebersteinburgu k. Baden-Baden) – niemiecki konserwatywny socjolog i filozof.

## Życiorys
Freyer rozpoczął studia teologiczne, historyczne i filozoficzne na Uniwersytecie w Greifswaldzie w 1907 roku, z zamierzeniem zostania luterańskim teologiem. Rok później przeniósł się do Lipska, gdzie początkowo studiował to samo, ale później porzucił kurs teologiczny. Zdobył doktorat w roku 1911. Jego wczesne prace na temat filozofii życia miały wpływ na niemieckie ruchy młodzieżowe. W 1920 został wykładowcą uniwersyteckim, a w 1922 został mianowany profesorem na uniwersytecie w Kilonii.
W roku 1925, przenosząc się na uniwersytet w Lipsku, Freyer założył uczelniany wydział socjologiczny, któremu przewodniczył do roku 1948. Tam też rozwinął gałąź socjologii z silnie historycznymi podstawami. Jako sympatyk ruchu hitlerowskiego, w roku 1933 doprowadził do odwołania Ferdinanda Tönniesa, który się temu ruchowi sprzeciwiał, ze stanowiska przewodniczącego Niemieckiego Towarzystwa Socjologicznego (niem. Deutsche Gesellschaft für Soziologie). Niemniej jednak, jako następca Tönniesa nie dopuścił do tego, by Towarzystwo stało się nazistowskim narzędziem, zaprzestając jakichkolwiek działań od roku 1934. W latach 1938–1944 Freyer pełnił funkcję przewodniczącego w Niemieckim Instytucie Kultury w Budapeszcie na Węgrzech.
Freyer był protestantem. Jego żoną była Käthe Lübeck, Freyer miał z nią czwórkę dzieci.
Po II wojnie światowej Freyer nie mógł utrzymać stanowiska w Lipsku, który znalazł się w radzieckiej strefie okupacyjnej. W związku z tym w 1948 zaczął pracę w Wiesbaden w firmie wydawniczej Brockhaus. Wznowił pracę wykładowcy na jedynie 3 lata (1953–1955) na Uniwersytecie w Münster, a także przez krótki okres w 1954 w Ankarze, gdzie współpracował przy zakładaniu instytutu socjologii.

## Prace
W swojej pracy Der Staat (1926) Freyer wyróżnił trzy fazy w historii, nieustannie się powtarzające: Glaube (niem. wiara), Stil (styl) i Staat (państwo). Są one częściowo, choć nie otwarcie, oparte na teorii wspólnoty i społeczeństwa (Gemeinschaft und Gesellschaft) Ferdinanda Tönniesa. Ostatnia faza (Staat) jest tu ujęta jako idealny stan dla społeczeństwa.
W 1929 Freyer napisał Soziologie als Wirklichkeitswissenschaft (Socjologia jako "nauka o rzeczywistości") (korzystając z terminu Maxa Webera). Praca ta była wglądem w źródła socjologii, twierdząc że wzięła się ona z filozofii historii i że wynikła z ludzkich prób zrozumienia związków pomiędzy przeszłością a teraźniejszością. W opinii Freyera socjologia była potrzebna jako nauka, aby móc zrozumieć dlaczego zmiany społeczne miały miejsce, a następnie na podstawie wynikłych wniosków, by umożliwić rozwój społeczeństwu. Freyer uważał, że Karl Marx stanowił połączenie filozofii historii z socjologią.
W 1931 Freyer wydał artykuł pt. Die Revolution von Rechts, w którym zawarł on rozważania na temat wolności, twierdząc że ludzie powinni być wolni tylko wówczas, gdy są częścią wspólnej woli, czy też wspólnych dążeń. Ta indywidualna wolność powinna zaś być ograniczona w imię wspólnotowości.

### Lista prac
- Antäus. Grundlegung einer Ethik des bewußten Lebens (1918)
- Die Bewertung der Wirtschaft im philosophischen Denken des 19. Jahrhunderts (1921)
- Prometheus. Ideen zur Philosophie der Kultur (1923)
- Theorie des objektiven Geistes. Eine Einleitung in die Kulturphilosophie (1923)
- Der Staat (1925)
- Soziologie als Wirklichkeitswissenschaft. Logische Grundlegung des Systems der Soziologie (1930)
- Einleitung in die Soziologie (1931)
- Die Revolution von rechts (1931)
- Herrschaft und Planung. Zwei Grundbegriffe der politischen Ethik (1933)
- Pallas Athene. Ethik des politischen Volkes (1935)
- Über Fichtes Machiavelli-Aufsatz (1936)
- Die politische Insel. Eine Geschichte der Utopien von Platon bis zur Gegenwart (1936)
- Vom geschichtlichen Selbstbewußtsein des 20. Jahrhunderts (1937)
- Gesellschaft und Geschichte (1937)
- Machiavelli (1938)
- Weltgeschichte Europas, 2 Bände (1948)
- Theorie des gegenwärtigen Zeitalters (1955)
- Schwelle der Zeiten. Beiträge zur Soziologie der Kultur (1965)
- Entwicklungstendenzen und Probleme der modernen Industriegesellschaft, w: Industriegesellschaft in Ost und West, Mainz
- Herrschaft, Planung und Technik. Aufsätze zur Soziologie, wydane przez Elfriede Üner (1987)